# Victor Lévêque
Pour les articles homonymes, voir Lévêque.
Ne pas confondre avec le cavalier français Victor Levecque.
Victor Lévêque, né le 21 avril 1923 à Équeurdreville et fusillé le 3 janvier 1943 à Saint-Lô, est un résistant français.

## Biographie
Victor Levêque est  ouvrier ajusteur de l’arsenal de Cherbourg.
Beaucoup l’ont connu aussi comme coureur cycliste aux côtés de son frère aîné, René. Tous les deux sont la coqueluche des spectateurs lors des réunions d’après Tour de France, au vélodrome Jean-Jaurès qui accueillait alors les plus grands champions. Comme coureur cycliste, Victor montrait de belles promesses. Mais la guerre est passée par là.
Membre d’un réseau de résistance, Victor réparait des armes qu’il cachait dans son jardin. Il fut dénoncé, on ne sait par qui, et arrêté par le policier français Marcel Haudidier le 2 novembre 1942 puis transféré à Saint-Lô, plus ou moins en secret.
On le fait revenir à Équeurdreville pour creuser et assister à la fouille de son jardin. On ne sait pas grand-chose de sa détention. Fut-il torturé ? On n’en sait rien. La famille Levêque est évacuée à Remilly-sur-Lozon. Le 19 décembre 1942, un tribunal allemand le condamne à mort. Il reçoit la visite d’un aumônier qui l’assiste dans ses dernières heures et, peut-être, guide sa plume pour écrire sa dernière lettre, digne et émouvante, à ses parents et à sa famille. Lettre qui se termine ainsi : « Je vous embrasse une toute dernière fois, le plus fort que je peux. Je vous adresse mes dernières pensées. Vive la France. »
Avec Maurice Truffaut et Roger Anne, Victor Levêque est fusillé le 3 janvier 1943, route de Tessy à Saint-Lô.
Il est enterré au cimetière d'Équeurdreville.
Son frère, René, rejoint en août 1943 le réseau F2 du lieutenant de Gendarmerie Yvon Giudicelli, chargé du renseignement pour, notamment, repérer les endroits possibles du débarquement.

## Sources
- René Gautier, Dictionnaire des personnages remarquables de la Manche, tome 4
- Maud Fauvel, « Victor Lévêque, un jeune de chez nous », Ouest-France.
- Dominique Gros, Equeurdreville Hainneville